# Gosei 1999
Il Gosei 1999 è stata la ventiquattresima edizione del torneo goistico giapponese Gosei. 

## Svolgimento
- W indica vittoria col bianco
- B indica vittoria col nero
- X indica la sconfitta
- +R indica che la partita si è conclusa per abbandono
- +N indica lo scarto dei punti a fine partita
- +F indica la vittoria per forfeit
- +T indica la vittoria per timeout
- +? indica una vittoria con scarto sconosciuto
- V indica una vittoria in cui non si conosce scarto e colore del giocatore

### Fase preliminare
La fase preliminare serve a determinare chi accede al torneo per la selezione dello sfidante. Consiste in un torneo preliminare, i cui vincitori sono qualificati al torneo per la determinazione dello sfidante.

### Determinazione dello sfidante
|  | Primo turno        | Primo turno |  |  | Secondo turno      | Secondo turno |                  |                    | Terzo turno | Terzo turno |  |  | Semifinale | Semifinale |  |  | Finale | Finale |
|  |                    |             |  |  |                    |               |                  |                    |             |             |  |  |            |            |  |  |        |        |
|  | Tomoyasu Mimura    |             |  |  |                    |               |                  |                    |             |             |  |  |            |            |  |  |        |        |
|  | Jiro Akiyama       | B+2,5       |  |  | Jiro Akiyama       |               |                  |                    |             |             |  |  |            |            |  |  |        |        |
|  | Masaki Fukui       |             |  |  | Cho Chikun         | W+R           |                  |                    |             |             |  |  |            |            |  |  |        |        |
|  | Cho Chikun         | W+R         |  |  |                    |               |                  | Cho Chikun         |             |             |  |  |            |            |  |  |        |        |
|  | Shinichiro Okada   |             |  |  | Masayuki Kurahashi | W+1,5         |                  |                    |             |             |  |  |            |            |  |  |        |        |
|  | Kunio Hisajima     | W+R         |  |  | Kunio Hisajima     |               |                  |                    |             |             |  |  |            |            |  |  |        |        |
|  | Atsushi Kato       |             |  |  | Masayuki Kurahashi | B+R           |                  |                    |             |             |  |  |            |            |  |  |        |        |
|  | Masayuki Kurahashi | W+R         |  |  |                    |               |                  | Masayuki Kurahashi |             |             |  |  |            |            |  |  |        |        |
|  | Yoshihisa Miyamoto |             |  |  | Naoto Hikosaka     | W+0,5         |                  |                    |             |             |  |  |            |            |  |  |        |        |
|  | Hideki Komatsu     | B+3,5       |  |  | Hideki Komatsu     |               |                  |                    |             |             |  |  |            |            |  |  |        |        |
|  | Hironari Nakano    |             |  |  | Toshiya Imamura    | B+R           |                  |                    |             |             |  |  |            |            |  |  |        |        |
|  | Toshiya Imamura    | W+R         |  |  |                    |               | Toshiya Imamura  |                    |             |             |  |  |            |            |  |  |        |        |
|  | Ō Rissei           |             |  |  | Naoto Hikosaka     | B+R           |                  |                    |             |             |  |  |            |            |  |  |        |        |
|  | Ō Meien            | W+R         |  |  | Ō Meien            |               |                  |                    |             |             |  |  |            |            |  |  |        |        |
|  | Akinobu Tozawa     |             |  |  | Naoto Hikosaka     | B+2,5         |                  |                    |             |             |  |  |            |            |  |  |        |        |
|  | Naoto Hikosaka     | W+7,5       |  |  |                    |               |                  | Naoto Hikosaka     |             |             |  |  |            |            |  |  |        |        |
|  | Kimio Yamada       |             |  |  | Kōichi Kobayashi   | W+R           |                  |                    |             |             |  |  |            |            |  |  |        |        |
|  | Hiroaki Tono       | W+0,5       |  |  | Hiroaki Tono       |               |                  |                    |             |             |  |  |            |            |  |  |        |        |
|  | Yoshio Ueki        |             |  |  | Satoru Kobayashi   | W+0,5         |                  |                    |             |             |  |  |            |            |  |  |        |        |
|  | Satoru Kobayashi   | W+R         |  |  |                    |               | Satoru Kobayashi |                    |             |             |  |  |            |            |  |  |        |        |
|  | Satoshi Yuki       |             |  |  | Hideo Otake        | B+R           |                  |                    |             |             |  |  |            |            |  |  |        |        |
|  | Rin Kaiho          | W+R         |  |  | Rin Kaiho          |               |                  |                    |             |             |  |  |            |            |  |  |        |        |
|  | Norio Kudo         |             |  |  | Hideo Otake        | B+R           |                  |                    |             |             |  |  |            |            |  |  |        |        |
|  | Hideo Otake        | B+1,5       |  |  |                    |               | Hideo Otake      |                    |             |             |  |  |            |            |  |  |        |        |
|  | Takeshi Sakai      |             |  |  | Kōichi Kobayashi   | W+9,5         |                  |                    |             |             |  |  |            |            |  |  |        |        |
|  | Yuichi Sonoda      | W+R         |  |  | Yuichi Sonoda      |               |                  |                    |             |             |  |  |            |            |  |  |        |        |
|  | Satoshi Kataoka    |             |  |  | Masao Kato         | W+R           |                  |                    |             |             |  |  |            |            |  |  |        |        |
|  | Masao Kato         | B+4,5       |  |  |                    |               | Masao Kato       |                    |             |             |  |  |            |            |  |  |        |        |
|  | Kunihisa Honda     |             |  |  | Kōichi Kobayashi   | B+R           |                  |                    |             |             |  |  |            |            |  |  |        |        |
|  | Shinji Takao       | B+R         |  |  | Shinji Takao       |               |                  |                    |             |             |  |  |            |            |  |  |        |        |
|  | Naoki Hane         |             |  |  | Kōichi Kobayashi   | B+R           |                  |                    |             |             |  |  |            |            |  |  |        |        |
|  | Kōichi Kobayashi   | B+R         |  |  |                    |               |                  |                    |             |             |  |  |            |            |  |  |        |        |

### Finale
La finale è una sfida al meglio delle cinque partite, il detentore Norimoto Yoda ha affrontato lo sfidante scelto tramite il processo di qualificazione.